# Biblioteca Pública de Tartu

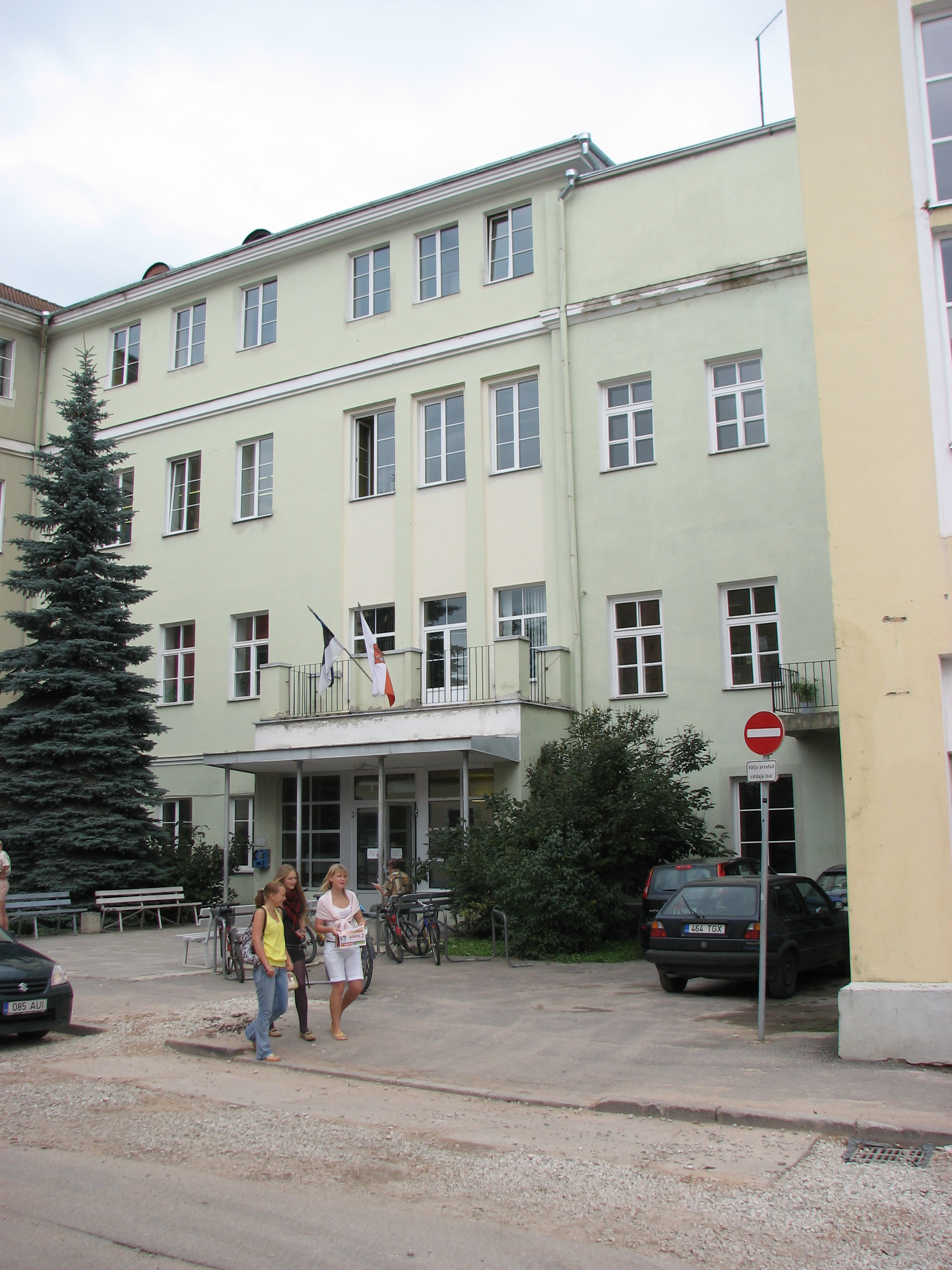
Biblioteca Pública de Tartu (agosto de 2008)

A Biblioteca Pública de Tartu (em estoniano:  Tartu Linnaraamatukogu) é uma biblioteca pública em Tartu, na Estónia.
O seu antecessor foi a biblioteca fundada em 1913 por Tartu Rahvaraamatukogu Selts . Mais tarde, a Biblioteca da Cidade foi fundada em 1920. Em 1928, esta biblioteca foi nomeada Biblioteca Central da Cidade. Em 1936, novas salas foram construídas na Rua Kompanii (actualmente, a biblioteca também está localizada na Rua Kompanii).
Entre 1936 e 1937, a biblioteca possuiu cerca de 36.000 volumes.
Entre 1952 e 1987 a biblioteca foi nomeada em homenagem a Nikolai Gogol (em estoniano:  N. V. Gogoli nimeline Tartu Linna Keskraamatukogu).